# Alessandro Talotti
Alessandro Talotti (Udine, 7 ottobre 1980 – Udine, 16 maggio 2021) è stato un altista italiano.
Vantava un primato di 2,30 m all'aperto e di 2,32 al coperto.

## Biografia
Il miglior risultato internazionale di Alessandro Talotti fu il 4º posto agli Europei di Monaco 2002 con 2,27 m (stessa misura della medaglia di bronzo, lo svedese Staffan Strand, che aveva però commesso meno errori). 
Partecipò a due edizioni dei Giochi olimpici: a Atene 2004 si piazzò al dodicesimo posto con 2,25 m, mentre a Pechino 2008 non riuscì a qualificarsi per la finale. Nel 2009 fu tra i quattro atleti azzurri qualificati per le finali del World Athletics Tour.
Dopo varie vicissitudini, nel 2010 tornò su buone misure, saltando 2,28 m indoor. La stagione all'aperto successiva lo vide elevarsi sino a 2,23 m.
Tornato a gareggiare per la società d'origine "Libertas Udine Malignani", nel 2012 fu eletto in Consiglio Federale FIDAL per il quadriennio 2012-2016.
Il 29 gennaio 2020 presso il Palazzo per l’Atletica Indoor “Ovidio Bernes” di Udine, si svolge la prima edizione di Udin Jump Development, il Meeting Internazionale di Salto in alto ideato da Alessandro Talotti, che lo ha portato in pochi anni ad ospitare tante star internazionali tra le quali Javier Sotomayor, per diventare un appuntamento classico nel panorama invernale del salto in alto.
Talotti è morto all'età di 40 anni il 16 maggio 2021 a causa di un grave tumore all'intestino.
La giunta comunale del comune di Campoformido con delibera giuntale n. 131 del 18 ottobre 2022 ha intitolato la Palestra Comunale ad Alessandro Talotti.

## Vita privata
Nel 2017 iniziò una relazione con Silvia Stibilj. I due si fidanzarono ufficialmente il 4 settembre 2020 e si sposarono il 7 maggio 2021. Il loro unico figlio, Elio, è nato il 30 ottobre 2020.

## Palmarès
| Anno | Manifestazione  | Sede              | Evento        | Risultato | Prestazione | Note |
| ---- | --------------- | ----------------- | ------------- | --------- | ----------- | ---- |
| 2002 | Europei         | Monaco di Baviera | Salto in alto | 4º        | 2,27 m      |      |
| 2003 | Mondiali        | Parigi            | Salto in alto | 16º (q)   | 2,25 m      |      |
| 2004 | Giochi olimpici | Atene             | Salto in alto | 12º       | 2,25 m      |      |
| 2005 | Europei indoor  | Madrid            | Salto in alto | 10º (q)   | 2,27 m      |      |
| 2008 | Giochi olimpici | Pechino           | Salto in alto | 29º (q)   | 2,20 m      |      |

## Campionati nazionali
- (2000 e 2004 all'aperto)

2001
2º ai Campionati Nazionali Italiani indoor e outdoor
2002
2º ai Campionati Nazionali Italiani 2,25m
2006
3º ai Campionati Nazionali Italiani 2,22m
2009
2º ai Campionati Nazionali Italiani 2,25
2010
3º ai Campionati Nazionali Italiani 2,24
2011
- 6º ai Campionati nazionali italiani, salto in alto - 2,14 m[5]